# Fureur noire
Pour les articles homonymes, voir Trouble Man.
Pour plus de détails, voir Fiche technique et Distribution.
Fureur noire (Trouble Man) est un film américain de type « blacksploitation », réalisé par Ivan Dixon, produit et distribué par la 20th Century Fox, sorti en 1972. Le film met en vedette Robert Hooks dans le rôle de Mister T, un détective privé à l'allure endurcie qui a tendance à se faire justice lui-même. Le film est encore reconnu aujourd'hui pour sa bande-son écrite, produite et interprétée par Marvin Gaye.

## Synopsis
Dans ce drame urbain, un homme de la ville cherche à fuir à la fois les flics et des escrocs. T (Robert Hooks) est la combinaison d'un requin de piscine, d'un détective privé et d'un homme à tout faire du ghetto, menant ses affaires depuis un club de billard dans le centre-sud de Los Angeles.
T s'est plutôt bien débrouillé dans la vie : il achète une voiture neuve chaque année, porte des costumes coûteux et habite dans un appartement haut de gamme. Il s'occupe également des gars du quartier, il a des relations mitigées avec la police et avec les gangsters et semble savoir comment distinguer les bons des méchants, des deux côtés de la loi.
T est approché par Chalky (Paul Winfield) et son partenaire, Pete (Ralph Waite), qui organisent des jeux de dé clandestins dans le quartier. Chalky dit à T qu'ils ont été arnaqués à plusieurs reprises par un groupe de quatre voleurs et qu'ils veulent l'embaucher pour découvrir qui sont ces braqueurs masqués.
T prend l'affaire comme un boulot de routine et se dit prêt à effectuer le travail pour un bon prix. Ce qu'il ignore, c'est que Chalky et Pete tentent de faire tomber leur rival dans le crime Kingpin Big (Julius Harris). Ils piègent T en le mouillant pour l'assassinat de l'un des lieutenants de Big, qui est abattu par Chalky quelques instants après que quatre hommes aient volé la recette d'un jeu de dés (T était présent au braquage). Un informateur anonyme dénonce T pour le meurtre et en fait une cible pour Big et pour le capitaine de la Police de Los Angeles, Joe Marx (Bill Smithers), qui n'aime pas T par principe. Cela déclenche une série de rebondissements et de confrontations auxquels T est déterminé à survivre.

## Fiche technique
- Titre : Fureur noire
- Titre original : Trouble Man
- Réalisateur : Ivan Dixon
- Musique : Marvin Gaye
- Production : John D.F. Black et Joel Freeman
- Société de distribution : 20th Century Fox
- Langue originale : anglais

## Distribution
- Robert Hooks : Mr. T
- Paul Winfield : Chalky Price
- Ralph Waite : Pete Cockrell
- Gordon Jump : Salter
- William Smithers : capitaine Joe Marx
- Paula Kelly : Cleo
- Julius Harris : Big
- Bill Henderson : Jimmy
- Wayne Storm : Frank
- Akili Jones : Billy Chi
- Vince Howard : Preston
- Stack Pierce : Colley
- Nathaniel Taylor : Leroy
- Lawrence Cook : Buddy
- Virginia Capers : Macy
- Rick Ferrell : Pindare
- James « Texas Blood » Brown : Wesley
- Jean Bell : Leona

## Critique
Le film a été recensé dans le livre de Harry Medved, paru en 1978, Les cinquante plus mauvais films de tous les temps. En revanche, Complex inclus Trouble Man dans sa liste de 2009 des « 50 meilleurs films de blaxploitation de tous les temps ».
Vincent Canby, critique du New York Times, a qualifié ce film de « horrible, mais qui mérite que l'on y songe ».
Jimi Izrael, de NPR, a qualifié Fureur noire de « film fort », mais de ne « jamais trouver de point d'entrée pour le grand public ».